# Nathan Earle
Nathan Earle, né le 4 juin 1988, est un coureur cycliste australien, membre de l'équipe Ukyo.

## Biographie
Nathan Earle naît le 4 juin 1988 en Australie.
Membre de Praties de 2008 à 2009, il court pour Genesys Wealth Advisers, qui devient Huon Salmon-Genesys Wealth Advisers en 2013. 
Il entre dans l'équipe Sky en 2014.
Après deux ans au sein de la formation britannique il rejoint l'équipe continentale professionnelle australienne Drapac. Laissé libre en fin de saison il signe en janvier 2017 au sein de l'équipe japonaise Ukyo qui évolue en continentale. Il quitte cette formation à la fin de l’année 2024.

## Palmarès et classements mondiaux

### Palmarès
- 2007[1]
  - Mersey Valley Tour :
    - Classement général
    - 2e et 4e étapes

  - 2e de la Baw Baw Classic
- 2009
  - Baw Baw Classic
  - 4e du championnat d'Océanie du contre-la-montre
- 2010
  - Baw Baw Classic
  - 2e étape du Tour de Toowoomba
  - 3e étape du Tour de Tasmanie (contre-la-montre par équipes)
  - Grafton to Inverell Classic
  - 3e de la Shipwreck Coast Classic
- 2011
  - 2e, 3e et 4e étapes de la New Zealand Cycle Classic
- 2012
  - Baw Baw Classic
  - 3e étape du Mersey Valley Tour
  - 2e et 4e étapes du Tour de Bornéo
  - 1re étape du Tour de Tasmanie (contre-la-montre par équipes)
  - 2e du Mersey Valley Tour
  - 2e du Tour de Bornéo
  - 3e du Tour de Tasmanie
- 2013
  - 3e étape du Herald Sun Tour
  - New Zealand Cycle Classic :
    - Classement général
    - 2e et 4e étapes

  - 2e étape du Tour de Taïwan
  - 3e étape du Tour de Perth
  - Tour de Toowoomba :
    - Classement général
    - 2e et 3e (contre-la-montre par équipes) étapes

  - 5e étape du Tour du Japon
  - North Western Tour :
    - Classement général
    - 4e étape

  - National Capital Tour :
    - Classement général
    - 2e et 4e étapes

  - 1re étape du Tour de Tasmanie (contre-la-montre par équipes)
  - 2e du National Road Series
  - 3e du Tour de Kumano
- 2017
  - Tour du Lombok
    - Classement général
    - 1re et 2e étapes

  - 2e du Tour du Japon
- 2022
  - 6e étape du Tour de Thaïlande
  - Tour du Japon : 
    - Classement général
    - 1re étape

  - Tour de Kumano
- 2023
  - Tour du Japon :
    - Classement général
    - 6e étape

### Classements mondiaux
| Année                                 | 2007 | 2008 | 2009 | 2010 | 2011  | 2012 | 2013 | 2014 | 2015 | 2016  | 2017 | 2018 | 2019 | 2020 | 2021  | 2022 | 2023 | 2024  |
| ------------------------------------- | ---- | ---- | ---- | ---- | ----- | ---- | ---- | ---- | ---- | ----- | ---- | ---- | ---- | ---- | ----- | ---- | ---- | ----- |
| Classement mondial                    |      |      |      |      |       |      |      |      |      | 1022e | 256e | 671e | 909e | nc   | 2718e | 399e | 539e | 1407e |
| UCI Europe Tour                       | nc   | nc   | nc   | nc   | 1020e | nc   | nc   |      |      | 1289e | nc   | 725e |      |      |       |      |      |       |
| UCI Asia Tour                         | nc   | nc   | nc   | nc   | nc    | 63e  | 24e  |      |      | 279e  | 30e  | 380e |      |      |       |      |      |       |
| UCI Oceania Tour                      | 63e  | nc   | 17e  | nc   | 5e    | nc   | 2e   |      |      | 68e   | 17e  | 76e  | 53e  | nc   | 90e   | 28e  | 37e  | nc    |
|                                       |      |      |      |      |       |      |      |      |      |       |      |      |      |      |       |      |      |       |
| Légende : nc = non classéSource : UCI |      |      |      |      |       |      |      |      |      |       |      |      |      |      |       |      |      |       |